# Wolfenstein II: The New Colossus
Wolfenstein II: The New Colossus ist ein Ego-Shooter, der von dem schwedischen Entwicklerstudio MachineGames entwickelt und dem Publisher Bethesda Softworks am 27. Oktober 2017 für die Plattformen Windows, PlayStation 4 und Xbox One veröffentlicht wurde. Das Actionspiel ist der Nachfolger zu Wolfenstein: The New Order (2014) und der zehnte reguläre Teil der Wolfenstein-Serie. Am 29. Juni 2018 ist das Spiel für Nintendo Switch erschienen.

## Handlung
The New Colossus führt die dystopische Alternativweltgeschichte von Wolfenstein: The New Order fort, in der das Dritte Reich den Zweiten Weltkrieg mithilfe futuristischer Technologie gewonnen hat und die Widerstandskämpfer des Kreisauer Kreises gegen das Nazi-Regime kämpfen. Die Fortsetzung setzt 1961 an, wenige Monate, nachdem der Serienprotagonist B.J. Blazkowicz den Oberstgruppenführer des Regimes und langjährigen Erzfeind Wilhelm „Totenkopf“ Strasse besiegt hat.
In The New Colossus haben die Nationalsozialisten die USA okkupiert, wo eine Revolution gegen die Besatzer organisiert werden soll. Der rassistische Geheimbund Ku-Klux-Klan hat sich ebenfalls den Besatzern angeschlossen. Die Antagonistin des Spiels ist die SS-Obergruppenführerin Irene Engel, die bereits im Vorgänger auftrat. Der Spieler schlüpft in die Rolle des Einzelkämpfers B.J. Blazkowicz, der die Nazis im Alleingang mit Maschinengewehren und Äxten zu bekämpfen hat. Dabei wird sein malträtierter Körper immer wieder neu zusammengeflickt. Die Erzählsequenzen führen Blazkowicz’ Crew über ihre U-Boot-Zentrale zu Missionen in das verstrahlte New York, die Geheimbasis der Area 51 und sogar auf die Venus.

### Ausführliche Handlung
Die Handlung setzt an den letzten Ereignissen von Wolfenstein: Die Neue Ordnung an. Die Regimegegner retten den schwer verletzten William Blazkowicz aus der Festung von General „Totenkopf“, bevor diese zerstört wird.
Blazkowicz fällt ins Koma und wird an Bord des U-Boots „Eva's Hammer“ gebracht. Gleichzeitig wird enthüllt, dass Anya, die Geliebte von Blazkowicz, mit Zwillingen schwanger ist. Das U-Boot wird von der Regime-Obergruppenführerin Irene Engel angegriffen, einer sadistischen Kommandantin, die Caroline und Fergus oder Wyatt gefangen nimmt (die Entscheidung trifft der Spieler indirekt durch die Auswahl der Person innerhalb einer Rückblende).
Blazkowicz schmiedet einen Rettungsplan. Hierfür lässt er sich gefangen nehmen und wird zu Engels Luftschiff, der Ausmerzer, gebracht. Engel versucht, ihre Tochter Sigrun dazu zu bringen, Caroline zu enthaupten, aber Sigrun weigert sich, was dazu führt, dass Engel Caroline tötet. Die Brutalität und Abneigung gegenüber ihrer Mutter veranlasst einen Sinneswandel bei Sigrun, und sie geht gegen Engel vor. Während des Kampfs kann Blazkowicz den Schutzanzug der hingerichteten Caroline anziehen. Dieser kompensiert die physischen Defizite von Blazkowicz. Unter Mitnahme von Carolines Leiche fliehen Sigrun und Blazkowicz zurück auf das U-Boot.
Nach Carolines Beerdigung beschließt die Gruppe die Fortführung von Carolines Plan zur Beendigung der Regimeherrschaft. Das Ziel ist, Amerika zu befreien und es als zentrale Basis zu benutzen, von der aus der Rest der Welt befreit werden kann. Hierfür reist der Spieler in das zerstörte Manhattan, um im Empire State Building Kontakt zu einer Widerstandsgruppe aufzunehmen. Dort findet und rekrutiert Blazkowicz Grace Walker, eine vernarbte Afroamerikanerin, und Norman „Super Spesh“ Caldwell, einen Anwalt und Verschwörungstheoretiker. Beide schließen sich dem Widerstand an und schmieden einen Plan, um die obersten Regime-Führer zu töten. Dazu soll das Oberkommando in Roswell und New Mexico zerstört werden. Blazkowicz reist mit einem tragbaren Atomsprengkopf nach Roswell, bevor er sich zum Versteck von Caldwell begibt. Caldwell bringt ihn zu seinem Bunker und zu einem Tunnel, der zum Oberkommando führt, wo Blazkowicz die Bombe im Reaktor der Basis deponiert und zur Detonation bringt.
Nach seiner Flucht aus Roswell macht er einen Abstecher nach Mesquite, seiner Heimatstadt. Blazkowicz Vater Rip taucht auf und züchtigt ihn, rechtfertigt den Missbrauch von Blazkowicz und seiner Mutter. Blazkowicz tötet seinen Vater, als Engels Truppen eintreffen und Blazkowicz erneut gefangen nehmen. Caldwell besucht Blazkowicz später als Anwalt und erzählt ihm vom Plan seiner Befreiung. Engel durchschaut diesen Plan und tötet Caldwell.
Blazkowicz wird zum Tode verurteilt und am Lincoln Memorial in Washington D.C. vor Millionen von Menschen in einer Fernsehveranstaltung enthauptet. Die Widerstandskämpfer stehlen jedoch den Kopf, und Set transplantiert ihn chirurgisch auf einen biotechnologisch hergestellten Supersoldatenkörper. Blazkowicz bricht in einen unter New York versteckten Bunker ein und stiehlt eine Akte über New Orleans. Blazkowicz reist dorthin, um mehrere Freiheitskämpfer unter dem Kommando des Kommunisten Horton Boone zu versammeln.
Sie brechen aus New Orleans aus und fliehen auf das U-Boot. Die Widerstandskämpfer erwägen, Engels Luftschiff einzunehmen, das den Auftrag hat, die Widerstandskämpfer zu vernichten. Die Übernahme ist jedoch unmöglich, solange das automatisierte Verteidigungssystems namens ODIN aktiv ist. Für die Deaktivierung ODINs müssen die Codes gestohlen werden, die sich auf der Venus in einer Einrichtung befinden. Als Vorwand für die Reise zur Venus nimmt Blazkowicz die Identität eines Schauspielers an und wird auf die Venus zum Vorsprechen eines Propagandafilms eingeladen. Blazkowicz findet die ODIN-Codes und kehrt zur Erde zurück. Nun können die Widerstandskämpfer ODIN deaktivieren und die Kommandosysteme des Luftschiffs kapern. Engel, die zu Gast bei einer Talkshow im nationalen Fernsehen in Kalifornien ist, wird von Blazkowicz getötet. Blazkowicz und die Widerstandskämpfer verkünden daraufhin den Beginn einer Revolution zur Befreiung Amerikas.
In einer Post-Credits-Szene nimmt Blazkowicz den Ring, das Erbstück seiner Mutter, von Engels Körper zurück und macht Anya einen Heiratsantrag. Die Revolution wird in der Abspannsequenz bildlich dargestellt.

## DLC „Die Freiheitschroniken“
Von Dezember 2017 bis März 2018 wurden drei weitere Spiele unter der Bezeichnung „Die Freiheitschroniken“ (The Freedom Chronicles) als Downloaderweiterung (DLC) zum Hauptspiel veröffentlicht, in denen der Spieler in die Rolle verschiedener Widerstandskämpfer schlüpft:
- 14. Dezember 2017:[3] Episode 1 – Die Abenteuer des Revolverhelden Joe (The Adventures of Gunslinger Joe)
- 30. Januar 2018:[4] Episode 2 – Die Tagebücher von Agentin Stiller Tod (The Diaries of Agent Silent Death)
- 13. März 2018:[5] Episode 3 – Die unglaublichen Taten von Captain Wilkins (The Deeds of Captain Wilkins)

(Die DLCs wurden jedoch nicht für die Nintendo Switch veröffentlicht)

## Entwicklung
Das Studio MachineGames begann mit der Entwicklung von Wolfenstein II: The New Colossus im Jahr 2014. Es wurde erstmals auf der E3 2016 angedeutet und am 12. Juni 2017 im selben Rahmen mit einem Trailer offiziell angekündigt. Die Portierung für die Nintendo Switch wurde am 14. September 2017 enthüllt. Der Titel spielt auf das Gedicht The New Colossus an, das auf einer Bronzetafel in der Freiheitsstatue in New York festgehalten ist und bereits am Ende von Wolfenstein: The New Order von Blazkowicz zitiert wurde.

## Präsentation
Wolfenstein II: The New Colossus erschien für Windows-PCs mit 64-Bit-Betriebssystemen und die Spielkonsolen PlayStation 4 und Xbox One. Auf der PlayStation 4 Pro und der Xbox One X kann das Spiel mit 4K-Auflösung bei 60 FPS ausgegeben werden, jedoch ohne HDR-Funktionen.

## Änderungen der deutschen Version
Wolfenstein II: The New Colossus wurde für Deutschland aus rechtlichen Gründen angepasst. Alle Hakenkreuze und andere nationalsozialistische Symbolik wurden entfernt. Zudem wurden alle anderen Bezüge zum Nationalsozialismus weitgehend geändert, so kämpft der Spieler gegen ein namenloses „Regime“ und nicht gegen Nazis oder das Dritte Reich. Der Charakter Adolf Hitler wurde für die deutsche Version bearbeitet und trägt den Namen „Heiler“, der mit „Mein Kanzler“ begrüßt wird und keinen Oberlippenbart besitzt. Auch das nach Hitlers Geliebten Eva Braun benannte U-Boot „Eva's Hammer“ wurde zu „Hammerfaust“ umbenannt. Zudem wurde ein Dialog geändert, in dem Hitler über den Protagonisten spricht. So wurde der Verweis auf die jüdische Herkunft seiner Mutter entfernt wie auch, dass sie von seinem Vater an die Nazis ausgeliefert wurde und in einem Vernichtungslager starb. In der deutschen Version stirbt sie in Gefangenschaft. Die Gewaltszenen blieben allerdings erhalten. Von der Unterhaltungssoftware Selbstkontrolle (USK) wurde Wolfenstein II ab 18 Jahren eingestuft. Ungeschnittene PC-Fassungen ließen sich mit einem deutschen Steam-Benutzerkonto nicht aktivieren.
Nachdem die USK 2018 angekündigt hatte, bei Spielen auch Sozialadäquanz zu berücksichtigen, wurde die ungeschnittene Fassung erneut geprüft und freigegeben. Seit dem 22. November 2019 kann die ungeschnittene Fassung in Deutschland erworben werden.

## Rezeption
Wolfenstein II erhielt überwiegend positive Kritikerwertungen. Laut dem Onlinemagazin 4Players sei es „einer der besten Ego-Shooter nach Old-School-Bauart für Einzelspieler“. Auch die Version für Nintendo Switch sei gut umgesetzt, obwohl die grafischen Einschränkungen deutlich seien.

„Ein fast perfekt ausbalancierter Mix aus Härte, Humor und klassischem Shooter-Gameplay mit modernen Elementen.“

## Synchronsprecher
| Rolle                        | Originaler Sprecher   | Deutscher Sprecher  |
| ---------------------------- | --------------------- | ------------------- |
| B.J. Blazkowicz              | Brian Bloom           | Johannes Berenz     |
| Anya Oliwa                   | Alicja Bachleda       | Gundi Eberhard      |
| Irene Engel                  | Nina Franoszek        | Tina Eschmann       |
| Seth Roth                    | Mark Ivanir           | Hans-Gerd Kilbinger |
| Fergus Reid                  | Gideon Emery          | Roland Hemmo        |
| Probst Wyatt III             | A.J. Trauth           | René Dawn-Claude    |
| Grace Walker                 | Debra Wilson          | Franziska Pigulla   |
| Super Spesh                  | Don McManus           | Michael-Che Koch    |
| Bombate                      | Peter Macon           | Dieter Brandecker   |
| Caroline Becker              | Bonita Friedericy     | Katja Brügger       |
| Sigrun Engel                 | Alyssa Preston        | Lara Trautmann      |
| Horton Boone                 | Christopher Heyerdahl | Lutz Schnell        |
| Paris Jack                   | Antonio D. Charity    | Gerhart Hinze       |
| Wilhelm „Totenkopf“ Strasse  | Dwight Schultz        | Bodo Wolf           |
| Frau Helene / Frau Hadelinde | Kristina Klebe        |                     |
| Adolf Hitler / Heiler        | Norbert Weisser       | Michael Deckner     |